# سیارک ۴۸۴۵۶
سیارک ۴۸۴۵۶ (به انگلیسی: 48456 Wilhelmwien، نامگذاری:1991RG3) چهل و هشت هزار و چهارصد و پنجاه و ششمین سیارک کشف شده‌است که در ۱۲ سپتامبر ۱۹۹۱ کشف شد.